# Thirst for Romance
Thirst for Romance è il primo album in studio del gruppo musicale britannico Cherry Ghost, pubblicato il 9 luglio 2007.

## Tracce
1. Thirst For Romance – 3:54
2. 4 AM – 3:39
3. Mountain bird – 3:58
4. People Help the People – 3:59
5. Roses – 3:48
6. Dead Man's Suit – 5:42
7. False Alarm – 3:53
8. Alfred The Great – 3:29
9. Here Come The Romans – 4:00
10. Mary On The Mend – 7:50
11. Mathematics – 4:34
12. The Same God (traccia fantasma) – 24:53